# On va s'coucher moins niaiseux
On va s'coucher moins niaiseux est une émission de télévision québécoise animée par Mario Jean et diffusée depuis 2010 sur Ztélé. Le concept de l'émission est de rencontrer ceux et celles qui rendent la vie plus facile (Par exemple : l'eau potable 24 heures sur 24, des tomates mûries à point à l'épicerie, du lait frais au dépanneur et de l'électricité à portée de main).

## Épisodes

### 1resaison(2010)
1. Les denrées périssables                       (8 janvier 2010)
2. Les sapins                                    (15 janvier 2010)
3. Les déchets                                   (22 janvier 2010)
4. Le pain                                       (29 janvier 2010)
5. Le lait                                       (5 février 2010)
6. L'eau potable                                 (12 février 2010)
7. L'électricité                                 (19 février 2010)
8. Le transport                                  (26 février 2010)
9. Aéroport                                      (5 mars 2010)
10. La viande                                     (12 mars 2010)
11. La poste                                      (19 mars 2010)
12. Les services funéraires                       (26 mars 2010)
13. Le train                                      (2 avril 2010)
14. Les eaux usées                                (9 avril 2010)
15. Le métro                                      (16 avril 2010)

### 2esaison(2011)
1. Le brassage de la bière                       (17 janvier 2011)
2. Fabrication de la crème glacée                (24 janvier 2011)
3. Le papier hygiénique recyclé                  (31 janvier 2011)
4. La construction de maisons usinées            (7 février 2011)
5. L'entretien des autobus urbains               (14 février 2011)
6. La route du sang                              (21 février 2011)
7. La fabrication d'un manteau                   (28 février 2011)
8. La distribution de films                      (7 mars 2011)
9. La circulation routière                       (14 mars 2011)
10. La peinture                                   (21 mars 2011)
11. Le 911                                        (28 mars 2011)
12. La fabrication de fauteuils inclinables       (4 avril 2011)
13. La fondation Mira                             (11 avril 2011)
14. La fabrication du chocolat                    (18 avril 2011)
15. Les dessous des Grandes Gueules à la radio    (25 avril 2011)

### 3esaison(2012)
| №  | Titre de l’épisode                     | Première diffusion |
| -- | -------------------------------------- | ------------------ |
| 1  | L'ascension du Kilimandjaro            | 6 janvier 2012     |
| 2  | Les chips                              | 13 janvier 2012    |
| 3  | Le poulet St-Hubert                    | 20 janvier 2012    |
| 4  | L'encan de voitures                    | 27 janvier 2012    |
| 5  | Les camions à ordures                  | 3 février 2012     |
| 6  | Les bottes de travail                  | 10 février 2012    |
| 7  | Les panneaux d'affichage               | 17 février 2012    |
| 8  | L'enquête policière                    | 24 février 2012    |
| 9  | Le fromage                             | 2 mars 2012        |
| 10 | Les coulisses d'un grand hôtel         | 9 mars 2012        |
| 11 | Les coulisses d'un match des Alouettes | 16 mars 2012       |
| 12 | Les véhicules récréatifs               | 23 mars 2012       |
| 13 | La Société des alcools du Québec       | 30 mars 2012       |
| 14 | Le Festival Western de Saint-Tite      | 13 avril 2012      |
| 15 | L'entretien d'un terrain de golf       | 20 avril 2012      |

### 4esaison(2013)
| №  | Titre de l’épisode                          | Première diffusion |
| -- | ------------------------------------------- | ------------------ |
| 1  | Un jour de match des Remparts de Québec     | 17 janvier 2013    |
| 2  | Les matelas                                 | 24 janvier 2013    |
| 3  | La vie dans un établissement de détention   | 31 janvier 2013    |
| 4  | La soupe en conserve                        | 7 février 2013     |
| 5  | La vie dans le mur de Fermont               | 14 février 2013    |
| 6  | Les produits nettoyants                     | 21 février 2013    |
| 7  | L'agence des services frontaliers du Canada | 28 février 2013    |
| 8  | Le fonctionnement d'une station de ski      | 7 mars 2013        |
| 9  | Le yogourt                                  | 14 mars 2013       |
| 10 | Le bois d'œuvre                             | 21 mars 2013       |
| 11 | Les comptoirs en granit                     | 28 mars 2013       |
| 12 | Les fenêtres en PVC                         | 4 avril 2013       |
| 13 | Les biscuits feuille d'érable               | 11 avril 2013      |
| 14 | Le miel                                     | 18 avril 2013      |
| 15 | Les bâtons de baseball                      | 25 avril 2013      |
| 16 | Le recyclage du plastique                   | 2 mai 2013         |
| 17 | La publication d'un journal                 | 9 mai 2013         |
| 18 | Le quotidien des pompiers                   | 16 mai 2013        |
| 19 | Les feux de circulation                     | 23 mai 2013        |
| 20 | Les verres correcteurs                      | 30 mai 2013        |

### 5esaison(2014)
| №  | Titre de l’épisode                                   | Première diffusion |
| -- | ---------------------------------------------------- | ------------------ |
| 1  | L'asphalte                                           | 7 janvier 2014     |
| 2  | La canneberge                                        | 14 janvier 2014    |
| 3  | Le refuge pour itinérants                            | 21 janvier 2014    |
| 4  | La cour à scrap                                      | 28 janvier 2014    |
| 5  | La fabrication de la sécheuse                        | 4 février 2014     |
| 6  | Le sucre                                             | 11 février 2014    |
| 7  | L'aciérie                                            | 18 février 2014    |
| 8  | Le rechapage et le recyclage des pneus               | 25 février 2014    |
| 9  | La fabrication des bottes de pluie                   | 4 mars 2014        |
| 10 | La fabrication des tapis                             | 11 mars 2014       |
| 11 | La piscine hors terre                                | 2014               |
| 12 | Le recyclage des appareils électroniques             | 2014               |
| 13 | Les œufs                                             | 2014               |
| 14 | Le déneigement                                       | 2014               |
| 15 | La voie maritime                                     | 2014               |
| 16 | La fabrication des chandails et des patins de hockey | 2014               |
| 17 | La SPCA                                              | 2014               |
| 18 | La fabrication de la porte de garage                 | 2014               |
| 19 | La buanderie centrale de Montréal                    | 2014               |
| 20 | La transformation du sirop d'érable                  | 2014               |
| 21 | La sécurité et les douanes aéroportuaires            | 2014               |

### 6esaison(2014) à (2015)
| №  | Titre de l’épisode                      | Première diffusion |
| -- | --------------------------------------- | ------------------ |
| 1  | La fabrication de la guitare électrique | 28 novembre 2014   |
| 2  | La transformation de la crevette        | 5 octobre 2014     |
| 3  | L'ardoise                               | 10 octobre 2014    |
| 4  | L'Hippodrome de Trois-Rivières          | 2014               |
| 5  | Le terreau                              | 2014               |
| 6  | Le bateau de croisière                  | 2014               |
| 7  | La fabrication de l'autobus scolaire    | 5 décembre 2014    |
| 8  | La transformation de la laitue          | 17 octobre 2014    |
| 9  | Les tests sur les voitures              | 24 octobre 2014    |
| 10 | Le Bacon                                | 31 octobre 2014    |
| 11 | Le contrôle routier                     | 7 novembre 2014    |
| 12 | Le maïs surgelé                         | 14 novembre 2014   |
| 13 | Le tofu                                 | 30 janvier 2015    |
| 14 | Les rondelles de hockey                 | 9 janvier 2015     |
| 15 | La fabrication du bain                  | 16 janvier 2015    |
| 16 | Le smoked meat                          | 23 janvier 2015    |
| 17 | L'aluminium                             | 6 février 2015     |
| 18 | Titre inconnu                           | 2015               |
| 19 | La décontamination des sols             | 13 février 2015    |
| 20 | Titre inconnu                           | 2015               |
| 21 | Titre inconnu                           | 2015               |
| 22 | Titre inconnu                           | 2015               |
| 23 | Titre inconnu                           | 2015               |
| 24 | Titre inconnu                           | 2015               |
| 25 | Titre inconnu                           | 2015               |
| 26 | Titre inconnu                           | 2015               |
| 27 | Titre inconnu                           | 2015               |
| 28 | Titre inconnu                           | 2015               |
| 29 | Titre inconnu                           | 2015               |
| 30 | Titre inconnu                           | 2015               |